# Mezinárodní den lesů
Mezinárodní den lesů je připomínkovým dnem OSN. Rezolucí Valného shromáždění OSN ze 28. listopadu 2012 byl stanoven na 21. března. Ke zvýšení povědomí o potřebě ochrany lesů by každý rok měly probíhat různé připomínkové akce. Jednotlivé státy OSN mohou organizovat tyto akce, například kampaně na sázení lesů, na místní, národní i mezinárodní úrovni právě na tento den, Mezinárodní den lesů. Sekretariát Fóra OSN o lesích, ve spolupráci s Organizací pro výživu a zemědělství (FAO), pomáhá s organizací takových akcí ve spolupráci s jednotlivými národními vládami, s organizací Collaborative Partnership on Forests (CPF) a s mezinárodními a regionálními organizacemi. Mezinárodní den lesů byl poprvé slaven 21. března 2013.